# Dawson. Isla 10
Dawson. Isla 10 es una película chilena de Miguel Littín estrenada en 2009, que cuenta la historia de los ministros del derrocado presidente socialista Salvador Allende, que fueron enviados al Campo de Concentración de Isla Dawson después del golpe de Estado del 11 de septiembre de 1973. La película se basa en el libro Dawson. Isla 10 de Sergio Bitar. 

## Elenco
- Benjamín Vicuña - Sergio Bitar (Isla 10)
- Bertrand Duarte - Miguel Lawner
- Pablo Krögh - José Tohá
- Cristián de la Fuente - Teniente Labarca
- Sergio Hernández - Comandante Jorge Sallay
- Luis Dubó - Sargento Figueroa
- Caco Monteiro - Fernando Flores
- Horacio Videla - Dr. Arturo Jiron
- Alejandro Goic - Capitán Salazar
- Matías Vega - Osvaldo Puccio Huidobro (hijo)
- Andrés Skoknic - Orlando Letelier
- Elvis Fuentes - Clodomiro Almeyda
- Pedro Villagra - Sargento Barriga
- Luis Quevedo
- José Martín - Osvaldo Puccio Giesen (padre)
- Raúl Sendra - Edgardo Enríquez
- María Olga Matte - Periodista
- Daniel Alcaíno - Sacerdote
- Enrique Espíldora - Jaime Tohá

- Datos: Q1118333